# Rutlungmossor
Rutlungmossor (Conocephalum) är ett släkte av bladmossor. Rutlungmossor ingår i familjen Conocephalaceae.
Rutlungmossor är enda släktet i familjen Conocephalaceae.
Kladogram enligt Catalogue of Life och Dyntaxa:
| Rutlungmossor | \| \| slät rutlungmossa \| \| \| \| \| \| Conocephalum japonicum \| \| \| \| \| \| vågig rutlungmossa \| \| \| \| |
|               | \| \| slät rutlungmossa \| \| \| \| \| \| Conocephalum japonicum \| \| \| \| \| \| vågig rutlungmossa \| \| \| \| |
|               | slät rutlungmossa                                                                                                 |
|               | |
|               | Conocephalum japonicum                                                                                            |
|               | |
|               | vågig rutlungmossa                                                                                                |
|               | |

## Bildgalleri

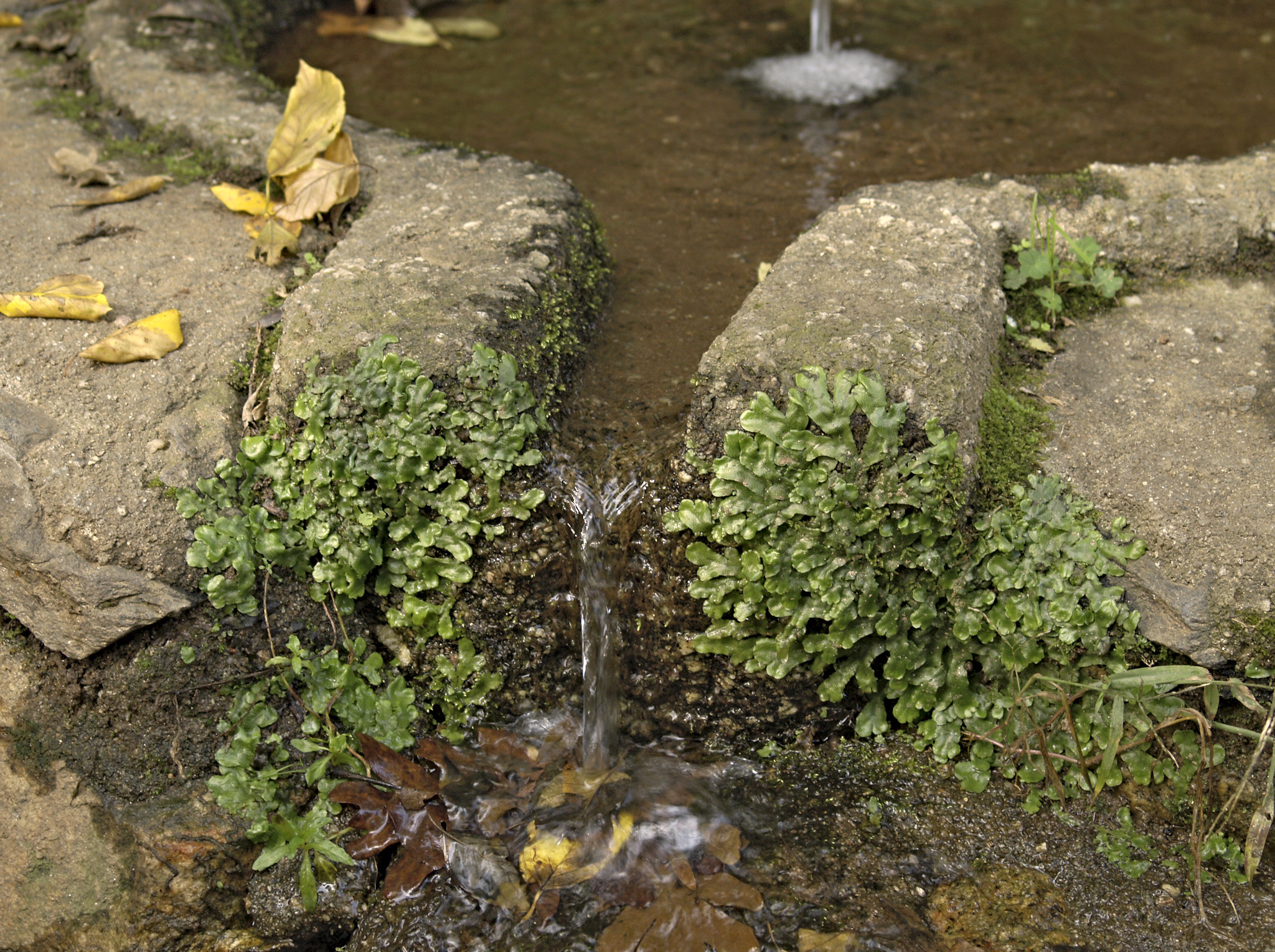
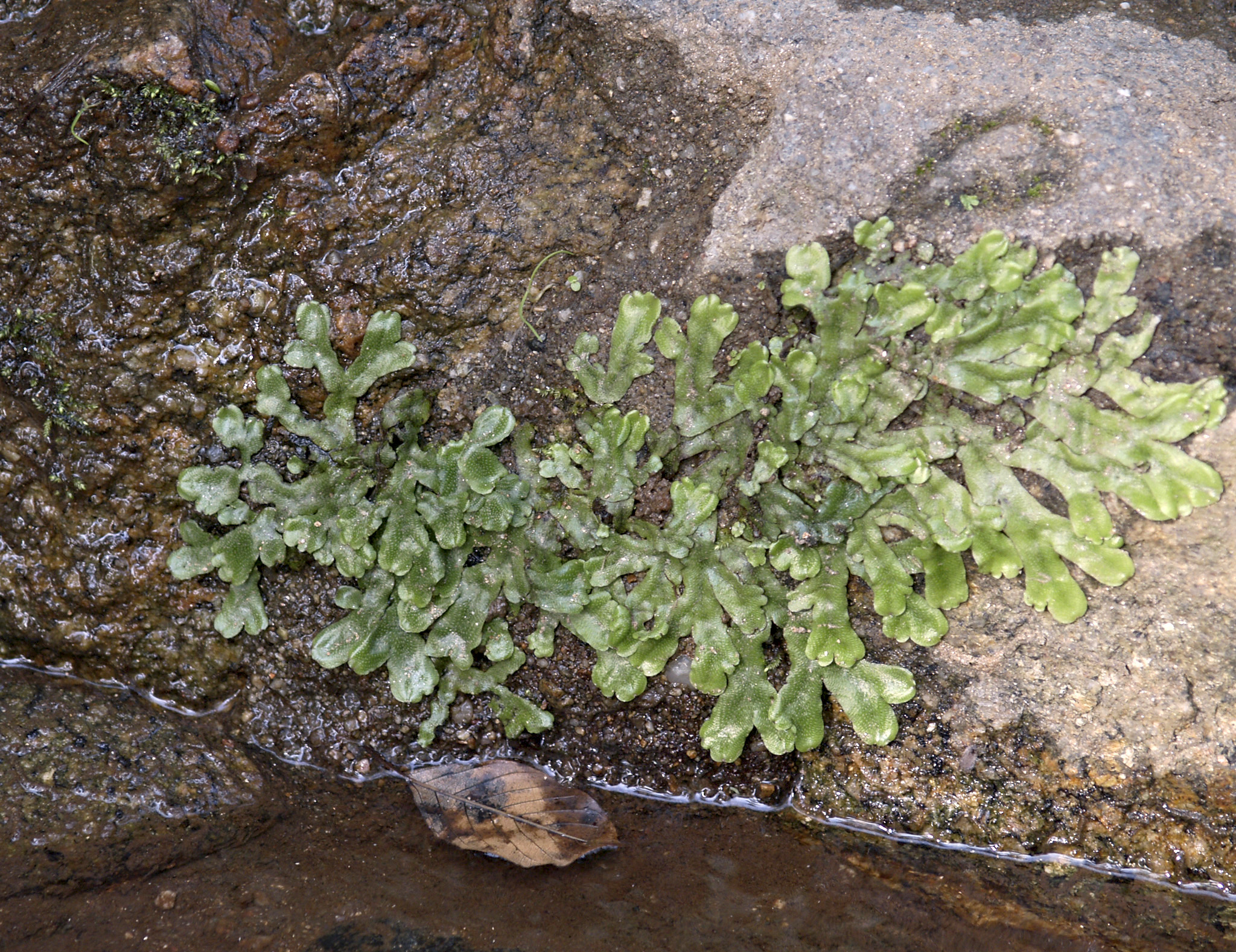
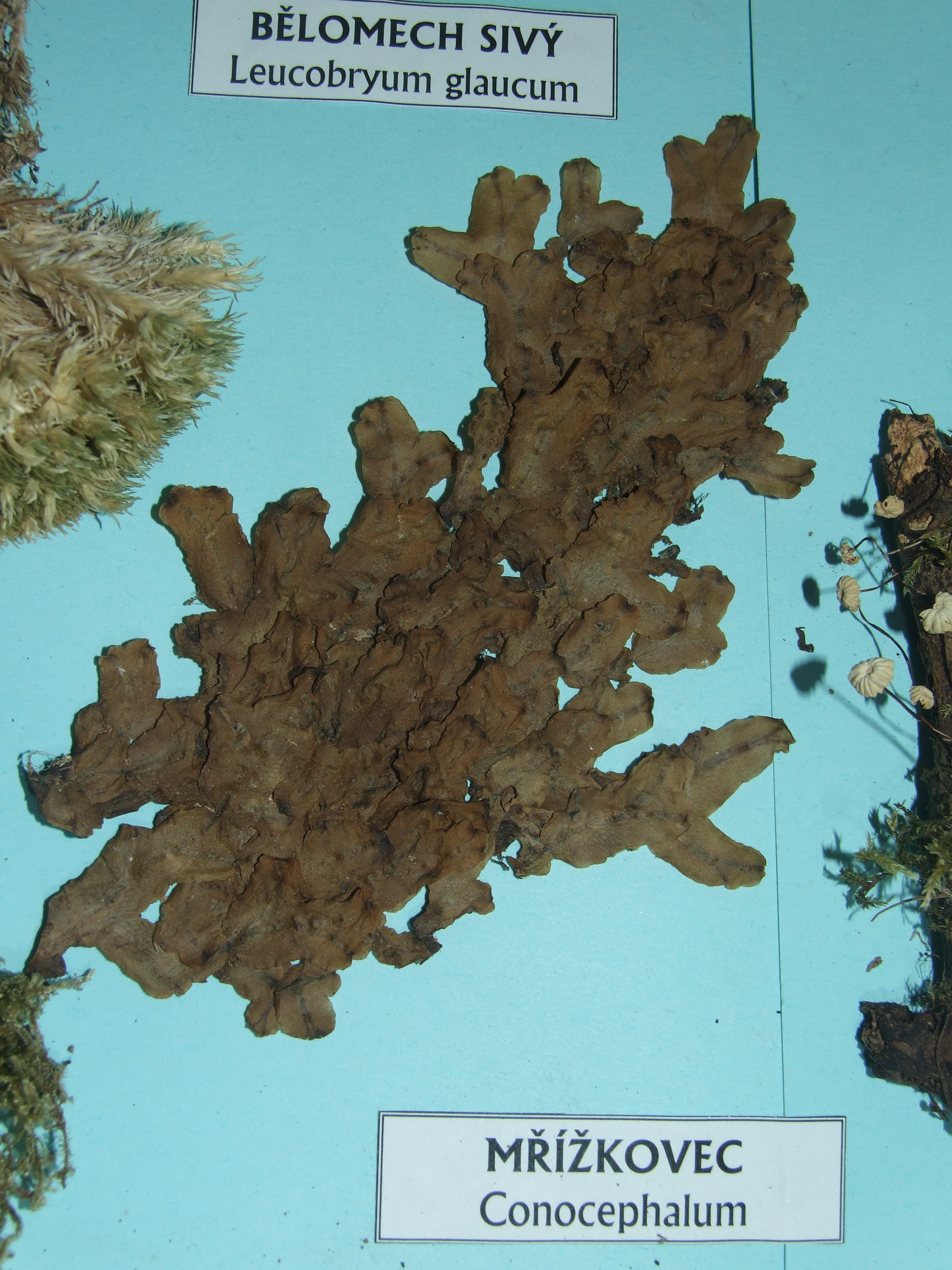
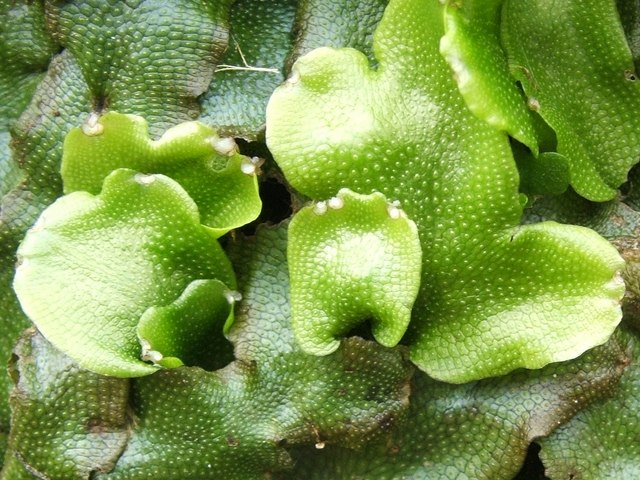
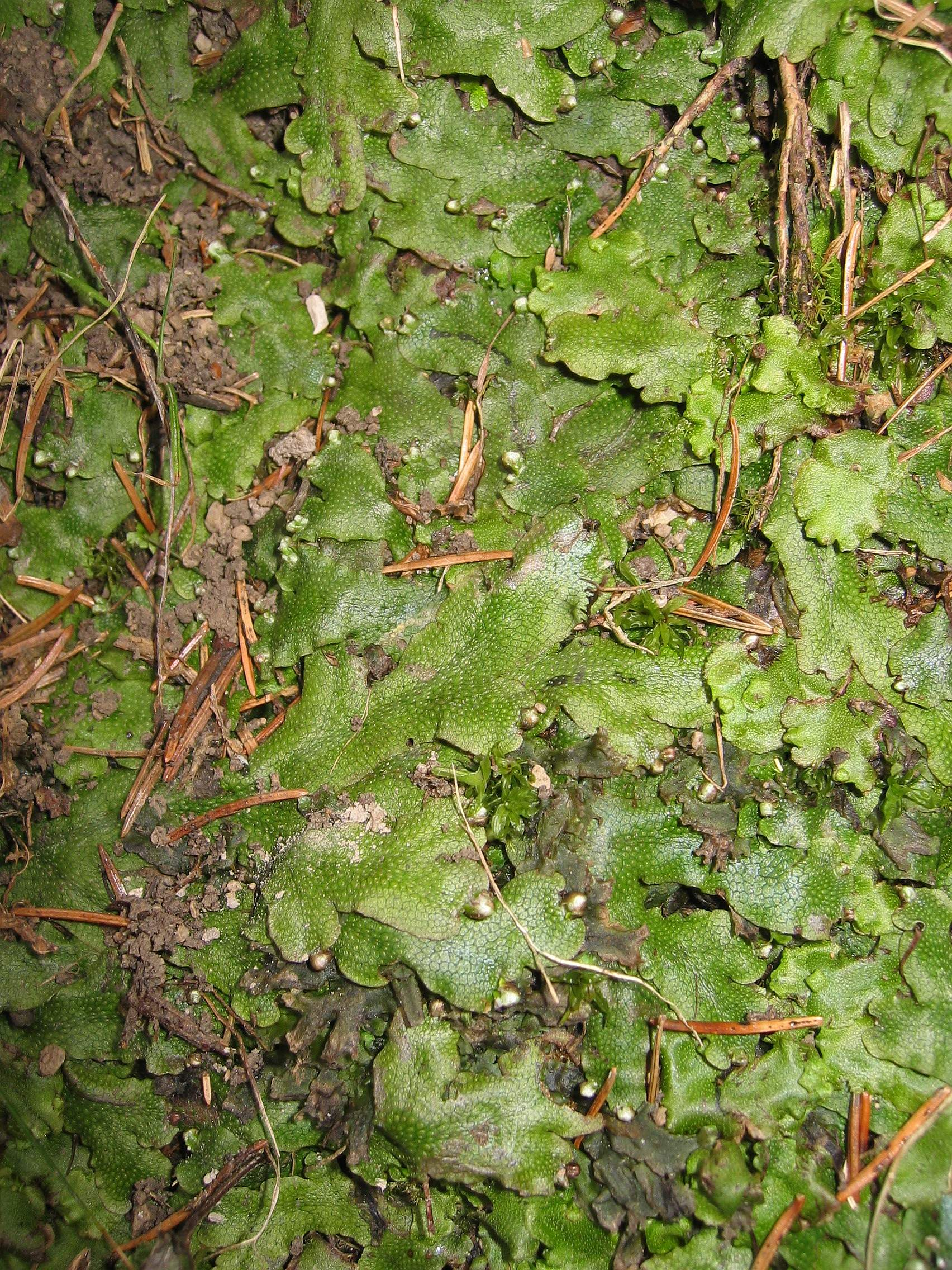
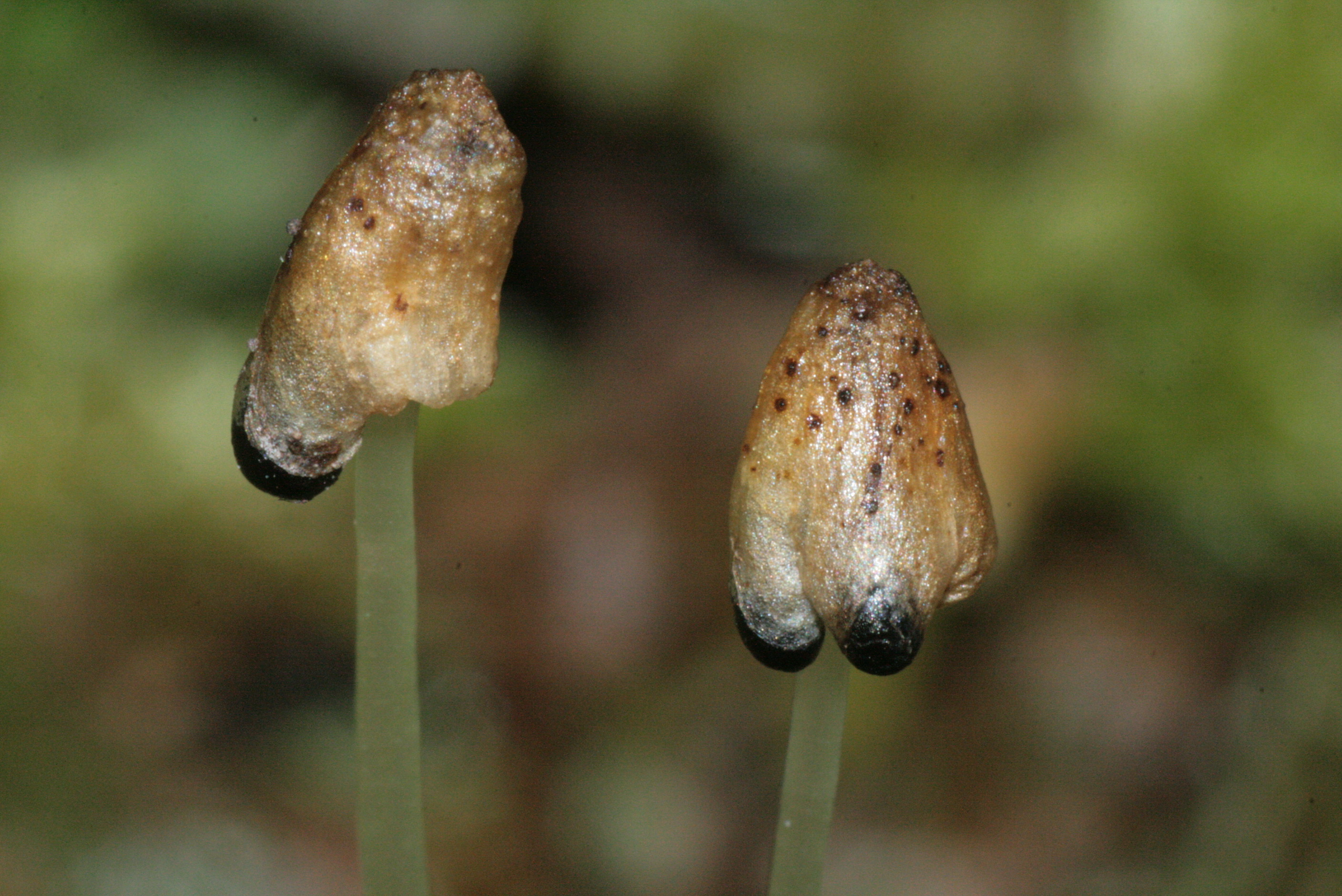